# Ixodes spinipalpis
Ixodes spinipalpis är en fästingart som beskrevs av Hadwen och Thomas Nuttall 1916. Ixodes spinipalpis ingår i släktet Ixodes och familjen hårda fästingar. Inga underarter finns listade i Catalogue of Life.